# Guadalupe del Río
Guadalupe del Río är en ort i Mexiko, tillhörande kommunen Ixtlahuaca i den västra delen av delstaten Mexiko. Orten hade 624 invånare vid folkräkningen 2010.